# فين مورتنسن
فين مورتنسن (بالنرويجية البوكمول: Finn Mortensen)‏ هو ناقد موسيقي وبروفيسور وملحن نرويجي، ولد في 6 يناير 1922 في أوسلو في النرويج، وتوفي بنفس المكان في 23 مايو 1983.

## وصلات خارجية
- فين مورتنسن على موقع ميوزك برينز (الإنجليزية)
- فين مورتنسن على موقع أول ميوزيك (الإنجليزية)
- فين مورتنسن على موقع ديسكوغز (الإنجليزية)